# Dzięcioł czerwonobrody
Dzięcioł czerwonobrody (Celeus loricatus) – gatunek średniej wielkości ptaka z rodziny dzięciołowatych (Picidae), występujący w północno-zachodniej Ameryce Południowej i Ameryce Centralnej. W Czerwonej księdze gatunków zagrożonych IUCN klasyfikowany jest jako gatunek najmniejszej troski (LC, Least Concern).

## Systematyka
Pierwszego naukowego opisu gatunku – na podstawie holotypu pochodzącego z Peru – dokonał niemiecki przyrodnik Ludwig Reichenbach w 1854 roku, nadając mu nazwę Meiglyptes loricatus. Obecnie gatunek ten umieszczany jest w rodzaju Celeus. Wyróżnia się cztery podgatunki:
- C. l. diversus Ridgway, 1914
- C. l. mentalis Cassin, 1860
- C. l. innotatus Todd, 1917
- C. l. loricatus (Reichenbach, 1854).

Ptaki z środkowej części doliny rzeki Magdalena w Kolumbii opisano jako podgatunek degener, ale nie jest on uznawany jako zbyt podobny do innotatus.

### Etymologia
- Celeus: gr. κελεος keleos „zielony dzięcioł”
- loricatus: od łac. opancerzony[6].

## Morfologia
Niewielki dzięcioł o spiczastym dziobie koloru szarawego do żółtawego, z lekko zakrzywioną górną szczęką. Tęczówki czerwone, wokół oka naga, szara skóra. Nogi silne, szare. Pióra głowy tworzą charakterystyczny czub. Głowa prawie cała w kolorze cynamonowym z czarnymi plamkami na czole. U samic trochę ciemniejsza, przechodząca w jasnobrązową i w bardziej jednolitej kolorystyce, u samców podbródek i gardło w kolorze czerwonym. Reszta upierzenia nie wykazuje znaczącego dymorfizmu płciowego. Grzbiet i skrzydła w intensywnym rdzawym kolorze z niewielkimi czarnymi prążkami, kuper rdzawy. Górna część piersi także rdzawa, dolna część piersi, brzuch i boki białopłowe w wyraźne czarne prążki. Ogon dosyć długi w ciemnoszaro-białawe pasy. Długość ciała 19–23 cm, masa ciała 74–83 g.

## Zasięg występowania
Dzięcioł czerwonobrody występuje na nizinach i pogórzach w pasie od południowo-wschodniej Nikaragui do południowo-zachodniej części Ekwadoru. Choć jako miejsce typowe wskazano Peru, ptak ten tam nie występuje. Zamieszkuje tereny od poziomu morza do 760 m n.p.m. w Kostaryce i Panamie, 1500 m n.p.m. w Kolumbii i 800 m n.p.m. w Ekwadorze. Jest gatunkiem osiadłym.
Poszczególne podgatunki występują:
- C. l. diversus – od południowo-wschodniej Nikaragui na południe do zachodniej Panamy,
- C. l. mentalis – w Panamie i północno-zachodniej Kolumbii,
- C. l. innotatus – w północnej Kolumbii od departamentu Córdoba do północnej części departamentu Santander,
- C. l. loricatus – od zachodniej Kolumbii (w departamencie Chocó) do południowo-zachodniego Ekwadoru (do południowej części prowincji Guayas)[8][6].

## Ekologia
Jego głównym habitatem są nizinne i górskie wilgotne lasy, rzadziej suche. Pojawia się również na skrajach lasów, w półotwartych obszarach w sąsiedztwie lasów, a także w starych lasach wtórnych. Żeruje na pniach i gałęziach, głównie w koronach drzew i ich pobliżu, ale także w niższych partiach. Żeruje pojedynczo lub w parach, tylko sporadycznie w niewielkich stadach mieszanych. Odżywia się głównie mrówkami i termitami, ale także niektórymi owocami.

### Rozmnażanie
Okres lęgowy trwa od marca do maja w Kostaryce i od stycznia do kwietnia w Kolumbii. Gniazduje w dziuplach, które wykuwa w starych drzewach o miękkim drewnie na wysokości od 6 do 9 m. Nie są znane szczegóły dotyczące lęgów, inkubacji i dojrzewania piskląt.

## Status i ochrona
W Czerwonej księdze gatunków zagrożonych IUCN dzięcioł czerwonobrody jest klasyfikowany jako gatunek najmniejszej troski (LC, Least Concern) od 2004 roku. Liczebność populacji jest szacowana od 50 do 500 tysięcy dorosłych osobników; gatunek ten opisywany jest jako rzadki, choć lokalnie może być dość pospolity. Zasięg jego występowania według szacunków organizacji BirdLife International obejmuje około 1,21 mln km². Trend liczebności populacji uznawany jest za spadkowy ze względu na utratę siedlisk.